# جانی ا
جان آنتولوپولوس با نام هنری جانی اِ (انگلیسی: Johnny A.؛ زادهٔ ۱۴ نوامبر ۱۹۵۲) یک موسیقی‌دان اهل ایالات متحده آمریکا است.